# في أوكافانغو (فلم)
في أوكافانغو (بالإنجليزية: Into the Okavango) هو فيلم وثائقي أنغولي أمريكي صدر عام 2018 من إنتاج قناة ناشيونال جيوغرافيك من تأليف وإخراج وإنتاج نيل جيليناس. تدور قصة الفيلم حول فريقٍ من المستكشفين المعاصرين الذين ذهبوا في رحلةٍ استكشافيةٍ بطول 1500 ميل لمدة أربعة أشهر في الرحلة التي شملت ثلاث دول أفريقية هي أنغولا وبوتسوانا وناميبيا وذلك بغرض إنقاذ نهر أوكافانغو الذي يعبرُ دلتا أوكافانغو. صُوّرت معظم مشاهد هذا الفيلم الوثائقيّ في أنغولا وبوتسوانا قبل أن يُصدرَ رسميًا في الثاني والعشرين من نيسان/أبريل 2018 مُكتسبًا إشادةً من النقاد لتصوير الحياة البرية. عُرض الفيلم الوثائقي في عددٍ قليلٍ من المهرجانات السينمائية الدولية وفاز أيضًا بالعديد من الجوائز والترشيحات.

## طاقم التمثيل
- مانس بويسن
- ستيف بويز
- بول سكيلتون
- بيل برانش
- جوتز نيف
- تيميلتسو سيلتابوشا
- أدجاني كوستا

## القصّة
تقومُ عالمة أحياءٍ شغوفة بالحِفظ وعالمة شابة طموحة غير متأكدة تمامًا من مستقبلها برحلةٍ استكشافيةٍ ملحميةٍ عبر ثلاث دول لمدة أربعة أشهر يرونَ فيها مناظر طبيعية غير مستكشفة وخطيرة وذلك من أجل حماية الحياة البرية في بوتسوانا وإنقاذ دلتا أوكافانغو التي تعد واحدةً من مواقع التراث العالمي المُسجّلة لدى منظمة اليونسكو.

## الجوائز والترشيحات
| السنة | الجائزة                               | الفئة                                | النتيجة |
| ----- | ------------------------------------- | ------------------------------------ | ------- |
| 2019  | جوائز نقابة المنتجين الأمريكية        | أفضل فيلم وثائقي                     | رُشِّح     |
| 2018  | جائزة إيمي للأخبار والأفلام الوثائقية | أفضلُ فيلمٍ وثائقي عن الطبيعة المتميزة | رُشِّح     |
| 2018  | مهرجان ناشفيل السينمائي               | جائزة جمهور الطيف - نيل جيليناس      | فوز     |